# ルパン三世 princess of the breeze 〜隠された空中都市〜
- ルパン三世 > ルパン三世 princess of the breeze 〜隠された空中都市〜
- トムス・エンタテインメントの作品一覧 > ルパン三世 princess of the breeze 〜隠された空中都市〜
- 金曜ロードショー > ルパン三世 princess of the breeze 〜隠された空中都市〜

『ルパン三世 princess of the breeze 〜隠された空中都市〜』（ルパンさんせい プリンセス・オブ・ザ・ブリーズ かくされたくうちゅうとし）は、モンキー・パンチ原作のアニメ『ルパン三世』のTVスペシャルシリーズ第24作。2013年11月15日に日本テレビ系列の『金曜ロードSHOW!』にて放送された。視聴率は12.8%。2015年1月23日と2017年3月31日にも同枠で、2018年7月17日には同局映画天国でも再放送された。

## 概要
長年鎖国されていた高地の共和国「シャハルタ共和国」の秘宝を巡り、ルパン一味とシャハルタの実権を握ったグローバル企業との争奪戦が展開される。
ストーリーの関係から飛行船が数多く登場するが、そのほとんどがCGによる描写となっている。このため作品全体でCGの比率が高く、ルパン作品で頻繁に登場するカーチェイス・シーンも初めてCGで描かれた。
キャラクターデザインは加々美高浩が担当。前年と同じく『TV第1シリーズ』に似せたものだが若干異なる。特にルパンのデザインは大きく変化しており、放送前からTwitterを中心に話題となった。加々美は総作画監督としてもクレジットされているが、実際の作画作業にはほとんど関われなかったという（後に加々美が原作者のモンキー・パンチが亡くなった際にTwitterで公開した本作用のラフスケッチは、大塚康生のタッチにかなり近いものだった）。
2016年放送のTVスペシャル『ルパン三世 イタリアン・ゲーム』は『TV第4シリーズ』をベースとしたため、テレビスペシャルでは初めて赤ジャケットを着用せず青ジャケットを着用していた。なお、2019年放送のTVスペシャル『ルパン三世 グッバイ・パートナー』ではテレビスペシャルとしては本作以来6年ぶりに赤ジャケットが復活している。
また、ルパン役の栗田の妻・大沢さやかと長女が親子の役で特別出演している。
この作品を最後に、『TV第2シリーズ』から音楽監督として劇伴の選曲を担当してきた鈴木清司がシリーズを降板した。

## あらすじ
オランダ・アムステルダム上空で多くの宝物を乗せた巨大飛行船で「シャハルタ共和国開国記念レセプションパーティー」が開催された。そこに現れたのは空賊たち。狙いは巨大飛行船に展示されている水晶。会場に潜り込んでいたルパンは老警備員に変装し、お宝を奪うために空賊と争奪戦になるが、女性空賊ユティカから宝の入ったバッグを奪い合った末、ルパンは誤って彼女の胸を触った為、平手打ちをされバッグごと飛行船から落下してしまう。その後、無事にパリのアジトに辿り着いたルパンだったが、宝と思っていたバッグの中身は赤ん坊のラームと空のケースだった。ルパン一世の遺した記録によると、クーデターにより共和国となったシャハルタには、王国だった時代の宝物が隠されているはずだった。真のお宝を手に入れるためにある策を思いついたルパンは、ラームを連れてイギリスやフランスなどの名だたる博物館をこれ見よがしに襲い始める。
一方、シャハルタ共和国の総理大臣シオンと、シャハルタで生産されるヘリウムを独占的に扱っている多国籍企業の重役コーシャルはルパンを誘拐犯としてラームの救出を銭形警部に依頼していた。ルパンが誘拐するわけないと主張し、何か裏があることを感じながらも銭形は捜査を開始し、イタリア・ローマに現れたルパンを逮捕しようとするが、取り逃がされる。なんとか銭形を撒いたルパンと次元であったがそこで突然現れたユティカにラームを奪われ、さらにこの前の仕返しも兼ね、ルパンを痴漢に仕立てあげた。ラームを連れ、空賊のアジトに帰還したユティカであったが再び銭形を撒いたルパンと次元につけられた。その後、意気投合した彼らからラームは死んだ仲間の遺児で空賊たちは水晶と共に取り返そうとしていたということを聞かされ、空賊のリーダーのジーヴァはコーシャルによって奪われたシャハルタの“魂”を取り戻すために闘い続けてきたのだという。しかし、バナードの手引きを受けたコーシャルの部隊が現れ、王家の秘宝の内半分を奪われてしまう。ジーヴァはルパンにシャハルタのお宝を報酬にユティカを助けて欲しいと依頼し、妻のカーミラと共にルパンたちの逃亡の時間稼ぎと身内の裏切りの責任のためにアジトを自爆させた。
アジトに戻ったルパン達は仲間を失って落ち込むユティカを励まし、シャハルタに向かい、奪われた王家の秘宝を取り返そうと城に侵入するが、そこでルパンはヘリウム抽出技術のパテント目的で潜入していた不二子、ユティカは自分そっくりのラーシャと出会う。2人は一卵性双生児の姉妹であると同時に、前シャハルタ王の遺児だった。そこに現れたコーシャルにユティカは捕らわれ、宝の在りかを見つけたルパンは彼女を救う為、その地図を渡すもシオンに撃たれ、重傷を負う。その様子を見た銭形はルパン達を救い、一時的に見逃すことにした。ユティカはカーミラに教わった治療法でルパンを救うことに成功した。一方でコーシャルの元に秘書として潜伏していた不二子だが、裏切りを見抜かれたのかヴィラーに捕らわれて洗脳されてしまう。
ルパン一世の知り合いであるミスターGや死んだと思われたジーヴァ達の協力、ヴィラーに洗脳された不二子と次元もラームの活躍もあって正気を取り戻し、ヴィラーを撃破し彼らはシャハルタの宝物庫を見つけた。普段は地底に眠り、巨大な風船によって浮遊する事が出来る巨大な椀型をしており、歴史の動乱の中で埋もれたシャハルタの航空技術の産物だった。コーシャルとシオンの仲間割れの末、今回の全ての元凶であるコーシャルは乗り込んできた銭形に逮捕され、宝物庫は最終的にシオンの遺体と共に湖に墜落した。事件後、ルパンは祖父が残した手記に記された葡萄をかたどった宝飾が付いたコルク抜きが真のお目当ての品でコーシャルを逮捕した銭形といつもの追いかけっこをするのであった。

## 登場人物

### メインキャラクター
ルパン三世
かの名高き怪盗アルセーヌ・ルパンの孫で、自らも世界的な大怪盗かつ変装の達人。
次元大介
コンバットマグナムを使う射撃の名手でルパンの相棒。
石川五ェ門
古の大泥棒・石川五ェ門の十三代目。最強の刀「斬鉄剣」を使う居合い抜きの達人。
峰不二子
ルパン一味の紅一点で、付かず離れずの存在。時にはルパン達を利用したり、裏切ったりすることも多い。
銭形警部
ルパン一味を追うICPOの捜査官。ルパン専任捜査官であるため、ルパンに関係する事件なら世界中どこでも捜査権が認められている。

### ゲストキャラクター
ユティカ
声 - 石川由依、安済知佳（幼少時代）
本作のゲストヒロインで、空賊団の一員である最年少の少女。17歳。
子供扱いされるのが嫌いで、仲間達から認められたい一心で向こう見ずな所があり、ルパンからも「お嬢ちゃん」と呼ばれてはムキになる。
事故とはいえ、ルパンに胸を触られたことを根に持ち、ラーム奪還の際、痴漢として銭形達に通報したことがある。
コーシャルとシオン、裏切ったバナードの手引きによるアジト襲撃の際にジーヴァとカーミラが犠牲となった（と思った）ことから、それもあって落ち込んでいたが、ルパンの説得で元気を取り戻し空賊団の目的であるシャハルタの魂を取り戻すためにルパン達と行動を共にする。その過程でラーシャと出会い、自身がシャハルタ前王の遺児であることを知ったこと、ルパンたちと共に無理難題を乗り越えていったことなどを経て大きく成長し、全てが終わった後はルパンから成長を認められた意味を込め、ようやく名前で呼ばれた。
王政復権後は空賊団の仲間達と共に近衛隊の1人として女王となった妹ラーシャを見届けていた。
ラーシャ
声 - 宮本佳那子
本作のもう1人のゲストヒロイン。
シャハルタ前王の遺児でユティカの双子の妹である。ハープを奏でることを趣味としており、お嬢様口調で話す。
城が焼き討ちに遭い他の王族が殺された中でシオンによって救出されたことで数少ない王族の生き残りとなったが、現在はあまり自由を与えられず城の中で生活しており、外界から隔絶された環境を生きていたために純真で人を疑うことを知らない上に、シオンがシャハルタそのものを憎むようになってしまっていた事実には気づけず、純粋に彼を兄のように慕っていた。
その後、シオンのシャハルタを憎んでいた本心や自らをシャハルタの希望と評しながら息を引き取った彼の複雑な想いは大きな影響を与えたようで、事件後に新たな女王となった後はそれまでにはなかった強い意志を秘めるようになった。
シオン・アーデル・ビクロビュート
声 - 神谷浩史
シャハルタ共和国の総理大臣で、元は王位継承権第3位の王族。
14歳の時にコーシャルの起こしたクーデターにより家族を失っており、自分と同じく王族の血を引いている赤ん坊だったラーシャを救い出している。
クーデター及びそれに踊らされた国民やシャハルタという国そのものを強く憎んでいたが、ラーシャに対してだけは複雑な感情を抱き、憎しみや殺意を抱くことが出来ずに自身を「絶望」と例えたのに対し、彼女の事は「希望」と評していた。
共和制移行後は首相へと担ぎ上げられ、国が滅んでしまえば良いという考えからコーシャルの傀儡に甘んじて独裁政治にも半ば黙認していたが、やがて醜悪なまでに欲深いコーシャルに対しても憎しみが激しくなり、シャハルタの宝物庫の発見と同時に用済みとなった彼を銃撃、シャハルタの魂とされる遺産全てを破壊しようと目論む。しかし、ルパンに自身の人生を「つまんねえな」と評され、その言葉に激昂。彼に対して銃を乱射し、国そのものに対する憎しみや全てを奪い、孤独に追いやった自分の悲しみの感情などを吐露して、体に巻いていた爆弾を使おうとするが、「一人じゃねぇだろ？お前さんは」とルパンに諭され、その言葉からラーシャの姿を見て思いとどまるもその隙にコーシャルに撃たれて致命傷を負い、最後はラーシャに看取られつつルパンに自分のラーシャに対する恋慕を指摘され、それを涙ながらに認めながら息を引き取る。彼の遺体はシャハルタの宝物庫に安置された。
コーシャル・ヴァン・シュテンヴァルト
声 - 楠大典
多国籍企業「ワールド・リソース・サービス」の重役。
私兵を使って起こしたクーデターで国を乗っ取り、さらには国そのものに憎しみを抱くシオンを操ってヘリウムガスの利権を独占するなど経済的独裁政治を敷いている。
自分の野望のためにシャハルタの魂とされる遺産全てを狙い、最終的にシャハルタの宝物庫を発見するもシオンに銃撃される。その後はシオンを撃った直後に足元が崩落し宝物庫から落下するが銭形が投げた縄付きの手錠を掛けられ、助けられたものの、すぐに逮捕された。
なお、逮捕状の数は、銭形曰わく13の国から計18状出ている事が判明している。
ヴィラー
声 - 山野井仁
長身痩躯のコーシャルの私設軍隊の一員で、殺し屋。
左目の魔眼で「お前のカルマは何色だ?」という言葉を掛けた相手を人形のように操ることが出来る他、カットラス状の剣とそれをヨーヨー状にした武器を持つ。
前もって洗脳した不二子を宝物庫の奥に向かったルパンに仕向け、対峙していた次元を洗脳し五ェ門との同志討ちを誘発するが、ラームが髭を引っ張ったことで洗脳が解かれる。ラームに向けて刃を投げるが、五ェ門に弾かれると共に洗脳の解けた次元に「てめえのカルマは何色だ?」と言葉と共に眉間を撃ち抜かれ、「恐るるべきは、無垢なる者･･･か。」と言い残し死亡する。
ジーヴァ
声 - 菅生隆之
空賊団の頭領で、元はシャハルタ前王の近衛隊長。
クーデターの際にユティカを託され、育てると共に近衛兵の生き残りで空賊団を結成し、以降はシャハルタの魂を取り戻すために行動していた。使命感に溢れ、厳しくも優しい気骨のある性格で、ユティカの事は自分の娘同然に大事に思っており、彼女の下へ駆け付けた際は、「自慢の娘だ」と言葉を送っている。
コーシャルとシオンによるアジト襲撃の際にルパンにユティカとラームを託してアジトを自爆させ生死不明となるが、負傷しながらも他の団員と共に生還しており、谷底に大型機で駆けつけて宝物庫へ向かうユティカ達の窮地を救った。
カーミラ
声 - 渡辺明乃
ジーヴァの年の離れた妻で、ユティカにとっての尊敬の対象。
料理が上手く面倒見がいいが男勝りで、ラームのそばで煙草を吸おうとしたルパンに容赦なく平手打ちをした。「生きるのも死ぬのも一緒と決めてんだ」と言う等、ジーヴァへの愛情は深く、彼がユティカ達へ力強い激励を送った時は「グッと来るねぇ」と頬を赤く染めて言っている。
アジト自爆の際はジーヴァに付き合ってそのまま残るが、無事生還を果たした。
バナード
声 - 諏訪部順一
空賊団の一員。
「魂だけじゃ食っていけない」というジーヴァへの反感からコーシャルに買収されてスパイとなり、彼の私兵達によるアジト襲撃の手引きをするが、アジトの自爆に巻き込まれる。
その後、無事生還はしたもののジーヴァに捕まり、拘束された状態で飛行船に乗せられていた。
ラーム
声 - 金田朋子
序盤に登場した写真の中でシオンに抱かれ、また空賊団が水晶と共に盗もうとしていた男児の赤ん坊。
空賊団の死亡した仲間の子供とされていたが、正確な出自については最後まで語られなかった。
お宝と間違えたルパンに盗まれる形となって彼らと行動を共にするが、行方の分からなくなっていた水晶を飲み込んでしまっており、後に宝物庫の眠る洞窟にて排泄物と共に出てきている。
ミスターG
声 - 千葉繁
ルパン一世の縁者である老ガンマンで、事あるごとに拳銃やショットガンを乱射する発砲狂。しかし、義理人情には厚く、ルパンが幼い頃より世話になっていたという一世の恩を孫である彼に返すつもりで手助けに応じている。
普段からビール瓶に入れたミルクを飲んでおり、養豚場を併設したバーを経営するのみならず、武器や乗り物を調達したり、闇医師としての能力もあったりと手際が良く、さらに右足はロケット弾頭発射装置を仕込んだ義足になっている。
シオンに撃たれたルパンの銃創から弾丸の摘出を行い、さらには彼の逃亡を手助けした。

## 声の出演
- ルパン三世 - 栗田貫一
- 次元大介 - 小林清志
- 石川五ェ門 - 浪川大輔
- 峰不二子 - 沢城みゆき
- 銭形警部 - 山寺宏一
- ユティカ - 石川由依
- ラーシャ - 宮本佳那子
- シオン - 神谷浩史
- コーシャル - 楠大典
- ジーヴァ - 菅生隆之
- カーミラ - 渡辺明乃
- バナード - 諏訪部順一
- ラーム - 金田朋子
- ミスターG - 千葉繁
- ヴィラー - 山野井仁
- 幼いユティカ - 安済知佳
- ラーシャ（赤ちゃん） - 皆瀬まりか
- 空賊A - 渡邉隼人
- 空賊B - かぬか光明
- ママ - 大沢さやか
- 女の子 - ゆりあ

## スタッフ
- 原作 - モンキー・パンチ
- 監督・絵コンテ - 金﨑貴臣
- 脚本 - 待田堂子、森田繁、日高勝郎
- 演出 - 吉田俊司、原田奈奈、川崎逸朗、小野田雄亮、萩原露光
- キャラクターデザイン・総作画監督 - 加々美高浩
- プロップデザイン - 植田均、早川加寿子、森木靖泰
- 作画監督 - 長谷部敦志、小澤円、関口亮輔、一居一平、早川加寿子、米本奈苗、緒方美枝子、青野厚司、細川ちよ、島田英明、臼田美夫、高橋克之、山中純子
- 美術監督 - 高峯義人
- 色彩設計 - 加藤里恵
- 撮影監督 - 川口正幸、浜尾繁光
- 3DCG監督 - 今垣佳奈
- 編集 - 柳圭介
- 音響監督 - 清水洋史
- 音楽監督 - 鈴木清司
- 音響効果 - 倉橋静男、山谷尚人、長谷川卓也、西佐和子、中野勝博（サウンドボックス）
- 音楽 - 大野雄二
- ビジネスプロデューサー - 加藤良太
- アシスタントプロデューサー - 進藤友博、直塚弘二朗
- アニメーションプロデューサー - 片桐秀介
- プロデューサー - 中谷敏夫、鶴木洋介、桐本篤
- アニメーション制作 - TMS/8PAN
- 企画・制作 - 日テレ
- 製作・著作 - トムス・エンタテインメント

## 主題歌
オープニングテーマ「THEME FROM LUPIN III [2013 cool ver.]」
作曲・編曲 - 大野雄二
エンディングテーマ「Treasures of Time [炎のたからもの]」
英語詞 - 奈良橋陽子 / 作曲・編曲 - 大野雄二 / 歌 - Predawn
2015年1月と2017年3月の再放送では諸事情によりカットされている。なお映像は本作のダイジェストになっている。

## 挿入歌
ルパン三世のテーマ'78 (2002 Version)

## Blu-ray・DVD
- 【Blu-ray】ルパン三世 princess of the breeze ～隠された空中都市～ 豪華版、発売日2014年2月19日
- 【Blu-ray】ルパン三世 princess of the breeze ～隠された空中都市～ 通常版、発売日2014年2月19日
- 【DVD】ルパン三世 princess of the breeze ～隠された空中都市～、発売日2014年2月19日